# Трупіал монсератський
Трупіа́л монсератський (Icterus oberi) — вид горобцеподібних птахів родини трупіалових (Icteridae). Ендемік Монтсеррату.

## Опис

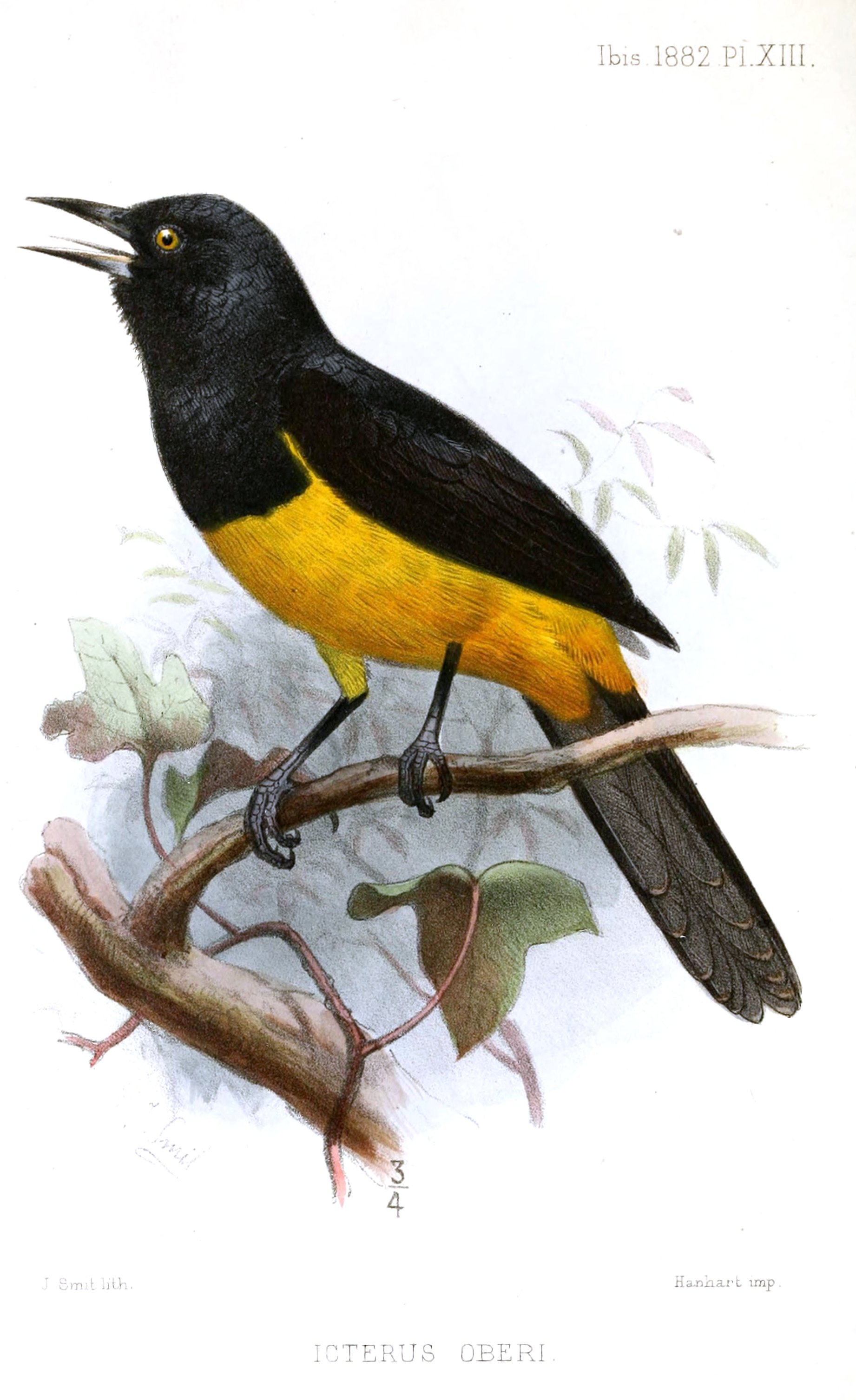
Монсератський трупіал

Довжина птаха становить 20-22 см, самці важать 36-39 г, самиці 31,5-35,8 г. Виду притаманний статевий диморфізм. Самці мають переважно чорне забарвлення, нижня частина спини, надхвістя, плечі, нижня частина грудей, живіт і гузка у них жовті. У самиць верхня частина тіла тьмяно-жовтувато-зелена, нижня частина тіла жовтувата. Дзьоб чорний, зверху з боків сизуватий.

## Поширення і екологія
Монсератські трупіали живуть у вологих гірських тропічних лісах, на висоті від 100 до 900 м над рівнем моря. Віддають перевагу заростям геліконій Heliconia caribaea, трапляються на краях плантаціяй, уникають сухих тропічних лісів. Живляться комахами та іншими безхребетними, а також плодами і нектаром. Сезон розмноження триває з березня по серпень. Гніздо чашоподібне, робиться з рослинних волокон, підвішується до бананового і геліконієвого листя. В кладці 2-3 яйця. За пташенятами доглядають і самці, і самці. За сезон може вилупитися два виводки.

## Збереження
МСОП класифікує цей вид як вразливий. До початку 1990-х років монсератські трупіали мешкали переважно у вулканічним масивах Сільвер-Гіллз, Сентр-Гіллз і Суфрієр-Гіллз. Виверження Суфрієр-Гіллз у 1995-1997 роках знищило до двох третин лісів, в яких мешкали птахи. У 1998-2000 рр вулканічна активність зменшилась, однак популяція монсератських трупіалів продовжувала скорочуватися. Велику загрозу становило також хижацтво з боку жовтодзьобих пересмішників та інтродукованих щурів, через яких успішність гніздування становила лише 29%. У 2001 і 2003 році відбулися нові виверження масиву Сентр-Гіллз. Станом на 2012 рік популяція монсератських трупіалів становила від 307 до 690 птахів. У 1999 році розпочалася програма з відновлення популяції цих птахів. Вісім монсератських трупіалів були досталені до Джерсійського зоопарку, де успішно розмножилися.